# Thomas Gage
Thomas Gage (Firle, 10 marzo 1719 – Isola di Portland, 2 aprile 1787) è stato un generale britannico, comandante in capo delle forze di terra in America del Nord dal 1763 al 1775 durante i primi giorni della guerra d'indipendenza americana.

## Biografia
Thomas Gage nasce nel Sussex nel 1719 (o nei primi mesi del 1720), secondo figlio del Primo Visconte di Gage. Dopo gli studi si arruola nell'esercito e nel 1743 ottiene il grado di capitano e diviene aiutante in campo del Conte di Albemarle, dopo aver preso parte a diverse battaglie nel 1755 viene mandato, con il grado di tenente colonnello, a combattere in America nella guerra Franco-Indiana. Nel 1758 si sposa con Margaret Kemble e nel 1760, dopo aver contribuito a conquistare ai francesi la città di Montréal, viene nominato governatore militare della città rivelandosi un valente amministratore.
Ritornato a New York viene chiamato a fronteggiare le frequenti incursioni indiane e al posto della battaglia sceglie la via della diplomazia ottenendo una tregua nel 1766. Se la situazione con i nativi si va normalizzando cresce invece la tensione con Londra, che culmina nel 1770 con il massacro di Boston, quando l'esercitò inglese spara sulla folla uccidendo cinque civili. Nel 1774, tornato da una lunga licenza nel Regno Unito, Gage viene nominato governatore del Massachusetts ed è accolto con favore dalla popolazione, ma, avendo colto il clima, ordina parecchi raid per sequestrare ai coloni armi e munizioni.
Nonostante ciò esita ad attaccare i gruppi di coloni apertamente ribelli e il suo atteggiamento gli costa parecchie critiche. Nell'aprile del 1775 Gage, dopo aver mandato la moglie, colona di nascita, in Inghilterra, si mette alla testa dei propri uomini per dirigersi a Concord con l'obiettivo di sequestrare armi e polvere da sparo. Sia a Concord sia a Lexington Gage e i suoi uomini devono sostenere una dura battaglia che gli costa parecchie perdite e al ritorno a Boston trova la città assediata. I suoi piani per ribaltare la situazione vengono mandati a monte dai coloni che, in giugno, conquistano un forte posto su un'altura a nord della città.
Gage conquista la posizione, ma i 1 000 uomini caduti gli fanno perdere il comando e viene rimandato in Inghilterra. Passa gli ultimi anni quasi totalmente in servizio inattivo fino alla morte sopravvenuta il 2 aprile 1787. Un suo ritratto - miniatura su avorio - dipinto da Jeremiah Meyer, è conservato alla National Portrait Gallery di Londra.